# Zacapa (Guatemala)
Zacapa é uma cidade da Guatemala do departamento de Zacapa. É a capital do departamento.